# 上野賢一郎
上野 賢一郎（うえの けんいちろう、1965年8月3日 - ）は、日本の政治家、自治・総務官僚。自由民主党所属の衆議院議員（6期）。
国土交通大臣政務官（第2次安倍改造内閣・第3次安倍内閣）、財務副大臣（第3次安倍第3次改造内閣・第4次安倍内閣・第4次安倍改造内閣）、衆議院内閣委員長、自由民主党財務金融部会長、同経済産業部会長、同滋賀県連会長などを務めた。

## 来歴
滋賀県長浜市出身。滋賀県立虎姫高等学校を経て、1990年に京都大学法学部卒業後、自治省へ入省。その後、岩手県庁に勤務した。2003年、総務省自治税務局都道府県税課長補佐を最後に退官。
2003年11月9日の第43回衆議院議員総選挙に、滋賀1区から自由民主党公認で出馬したものの、民主党現職の川端達夫に敗れ落選。2004年の第20回参議院議員通常選挙に、自民党公認で滋賀県選挙区から出馬したが、民主党の林久美子に敗れた。
2005年9月11日の第44回衆議院議員総選挙では、川端を破って初当選した（川端は比例復活）。
2007年、自民党税制調査会幹事に就任。
2009年8月30日の第45回衆議院議員総選挙には、自民党の公認、公明党の推薦を受けて出馬。川端に対して高島市では僅差で勝利するものの、大票田の大津市で大差をあけられ、比例復活も出来ずに落選した。同年12月に、県内の自民党国会議員が全員落選して空席となっていた自民党滋賀県連会長に就任。
2010年6月、同年7月の滋賀県知事選挙に無所属で出馬する意向を表明。自民党を離党した。知事選への出馬については、自民党滋賀県連による候補者擁立が難航した結果、県連会長として候補擁立の最高責任者であった上野に対して「強烈な立候補の働きかけ」があったとされている。同年6月16日には守山市、彦根市、栗東市、近江八幡市の4市長が滋賀県庁で会見し、「市長有志の会」を設立し、知事選で上野を支援すると発表した。この会は現職の嘉田由紀子と新幹線新駅で対立してきた栗東市長、ダムで対立してきた彦根市長が参加している。会への参加を見送った市長からは、市長が知事選へ積極的に参画することに疑問の声も上がった。また、上野の選挙対策本部は同日に行われた第22回参議院議員通常選挙に滋賀県選挙区から出馬した武村展英と同一の本部が仕切っており、自民党が前面に出ているのは明らかであるにもかかわらず政党色を消そうとする上野に対して、現職の自民党県議からも批判の声が出た。同年7月11日の滋賀県知事選挙では現職の嘉田由紀子に破れ、落選した。
2012年3月19日、自民党に復党。同年12月16日の第46回衆議院議員総選挙に自民党公認で滋賀2区から出馬。民主党現職の田島一成を破り、国政に復帰した。
2014年9月4日、国土交通大臣政務官に就任。
2014年12月14日の第47回衆議院議員総選挙で3選。国土交通大臣政務官に再任。
2015年10月23日、自民党財務金融部会長に就任。
2016年8月24日、自民党経済産業部会長に就任。
2017年8月7日、財務副大臣に就任。2017年10月22日の第48回衆議院議員総選挙で4選。
2021年10月31日の第49回衆議院議員総選挙で5選。
2024年10月27日の第50回衆議院議員総選挙で立憲民主党公認で前米原市長の平尾道雄と日本維新の会公認の徳永久志を破り、6選を果たした。

## 政策・主張
- 憲法改正に賛成[14]。
- 村山談話の見直しに反対する一方、河野談話は見直すべきとしている[15]。
- 選択的夫婦別姓制度導入にどちらかといえば反対[16]。
- 同性婚の法制化に反対[14]。
- 受動喫煙防止を目的に飲食店などの建物内を原則禁煙とする健康増進法改正案に賛成[17]。

## 人物

### 統一教会との関係
- 2018年10月25日、上野が代表を務める資金管理団体「うえの賢一郎・政経フォーラム」は、世界平和統一家庭連合（旧統一教会）の関連団体「国際勝共連合」に会費として20,000円を支出した[18][19]。
- 2019年3月19日、うえの賢一郎・政経フォーラムは、統一教会の関連団体「世界平和女性連合」に会費として15,000円を支出した[20][19]。
- 2021年6月11日、統一教会の関連団体「天宙平和連合」が創設した世界平和国会議員連合の日本の議員連盟「日本・世界平和議員連合懇談会」の総会が衆議院第一議員会館で開催。上野を含む20人の国会議員が出席した[21]。同議連は前年に設立された団体で、初代会長は大野功統だった[22][23]。総会で会長に選出された原田義昭は6月15日、フェイスブックにその旨を記載するとともに、出席議員と国際勝共連合会長の梶栗正義がガッツポーズをする写真を掲載した[21][23]。翌16日、原田は投稿から写真だけ削除した[24]。教団は同年10月の衆院選に立候補した議連参加者を支援し、電話かけなどを熱心に行った[21]。
- 2022年8月10日、中日新聞社が中部6県の全73人の衆参国会議員を対象に実施したアンケートを公表。全体の4人に1人が統一教会と何らかの関わりを持っていたことが明らかとなった[25]。岸田文雄首相は8月8日の自民党臨時役員会で、統一教会をめぐり「政治家の責任で関係をそれぞれ点検し、適正に見直してもらいたい」と述べ、党所属国会議員全員に通達するよう指示[26]したが、上野ら10人の同党議員はアンケートに答えることを拒否した[25]。
- 2022年7月から8月にかけて、共同通信社は、全国会議員712人を対象に、統一教会との関わりを尋ねるアンケートを実施。8月31日に各議員の回答の全文を公表した。しかし上野はここでもアンケートに答えることを拒否した[27][28]。

### 政治資金
- 2013年4月20日、朝日新聞が上野自身が代表を務める政党支部を通して160万円を自身の資金管理団体などに寄付し、税の優遇を受けていたと掲載[29]。この寄付自体には違法性はなく、選挙資金が不足する新人議員が選挙時に自腹を切って補填するというのも一般的であり、上野自身も同記事内で「選挙以外で支部から自分の政治団体に寄付することはない」と説明している。
- 2022年6月4日、上野が代表を務める「自民党滋賀県第二選挙区支部」が、他の支部からの交付金計約840万円を、政治資金収支報告書に記載していなかったと報じられた。政治資金規正法に抵触する可能性があり、同支部側は「事務的なミス」であるとして、同月3日に滋賀県選挙管理委員会に訂正を申し出たとしている[30]。
- 2024年6月26日、自身が代表を務める政党支部に計1010万円を寄付し、所得税の一部控除を受けていたことが上野への取材でわかった。上野は、「党本部に確認したところ、『法律上は問題ないが道義的観点から控えたほうがいい』ということだった。今後、寄付をする際は控除申請はしない」と話した[31]。

### 騒動
- 2025年の参院選で公民権停止中に選挙運動をしたとして、滋賀県警は8月8日、上野の男性公設秘書（60）を公職選挙法違反（公民権停止中の選挙運動）の疑いで書類送検した[32]。秘書は2024年の衆院選で運動員への買収で同法違反の罪に問われ、罰金50万円の略式命令を受け公民権停止5年の処分を受けていた。上野は朝日新聞の取材に対し、略式命令については知っていたとしたうえで「（公民権停止は）知らなかった。秘書に確認する」と話した[32]。

## 選挙歴
| 当落 | 選挙                     | 執行日         | 年齢 | 選挙区       | 政党       | 得票数     | 得票率 | 定数 | 得票順位 /候補者数 | 政党内比例順位 /政党当選者数 |
| ---- | ------------------------ | -------------- | ---- | ------------ | ---------- | ---------- | ------ | ---- | ------------------ | ---------------------------- |
| 落   | 第43回衆議院議員総選挙   | 2003年11月09日 | 38   | 滋賀県第1区  | 自由民主党 | 6万4002票  | 37.17% | 1    | 2/3                | 0/9                          |
| 落   | 第20回参議院議員通常選挙 | 2004年07月11日 | 38   | 滋賀県選挙区 | 自由民主党 | 25万1196票 | 41.50% | 1    | 2/3                | /                            |
| 当   | 第44回衆議院議員総選挙   | 2005年09月11日 | 40   | 滋賀県第1区  | 自由民主党 | 9万4671票  | 46.12% | 1    | 1/3                | /                            |
| 落   | 第45回衆議院議員総選挙   | 2009年08月30日 | 44   | 滋賀県第1区  | 自由民主党 | 8万2262票  | 37.94% | 1    | 2/4                | 11/9                         |
| 落   | 2010年滋賀県知事選挙     | 2010年7月11日  | 44   | ーー         | 無所属     | 20万8707票 | 31.40% | 1    | 2/3                | /                            |
| 当   | 第46回衆議院議員総選挙   | 2012年12月16日 | 47   | 滋賀県第2区  | 自由民主党 | 6万7182票  | 43.30% | 1    | 1/4                | /                            |
| 当   | 第47回衆議院議員総選挙   | 2014年12月14日 | 49   | 滋賀県第2区  | 自由民主党 | 6万5102票  | 48.82% | 1    | 1/3                | /                            |
| 当   | 第48回衆議院議員総選挙   | 2017年10月22日 | 52   | 滋賀県第2区  | 自由民主党 | 7万3694票  | 50.45% | 1    | 1/4                | /                            |
| 当   | 第49回衆議院議員総選挙   | 2021年10月31日 | 56   | 滋賀県第2区  | 自由民主党 | 8万3502票  | 56.57% | 1    | 1/2                | /                            |
| 当   | 第50回衆議院議員総選挙   | 2024年10月27日 | 59   | 滋賀県第2区  | 自由民主党 | 9万9347票  | 40.70% | 1    | 1/3                | /                            |

## 役職
- 党国会対策副委員長
- 総務部会部会長代理
- 環境部会副部会長
- 税制調査会幹事
- 国土交通大臣政務官
- 財務副大臣

## 所属団体・議員連盟
- 自民党たばこ議員連盟（幹事）[33]
- 自由民主党たばこ特別委員会（副委員長）[34]
- 神道政治連盟国会議員懇談会[35]
- みんなで靖国神社に参拝する国会議員の会[35]
- 日本会議国会議員懇談会
- 速やかな政策実現を求める有志議員の会
- TPP交渉における国益を守り抜く会
- 国際観光産業振興議員連盟
- 自民党動物愛護管理推進議員連盟
- 83会
- 再チャレンジ支援議員連盟
- 時代に適した風営法を求める議員連盟（パチンコ議連）
- 日本の印章制度・文化を守る議員連盟（副会長）[36]
- 日本の尊厳と国益を護る会[37]
- 世界平和国会議員連合[19]